# Personkilometer
Personkilometer (pkm) är måttet på persontransportarbetet, dvs det sammanlagda antalet km personerna i ett fordon transporteras. Om tio passagerare kliver på en buss och bussen transporterar dem tio km då har det utförts ett persontransportarbete om tio gånger tio = 100 personkm. Måttet kan inkludera eller exkludera personal ombord på fordonet. Normalt sett exkluderas dessa eftersom de anses vara en del av förutsättningen för transporten. Måttet har ett samband med fordonskilometer, som är det antal km som fordonet rör sig.